# Departamento de Ingeniería Informática y Ciencias de la Computación
El Departamento de Ingeniería Informática y Ciencias de la Computación (DIICC) es un departamento de la Facultad de Ingeniería de la Universidad de Concepción, situado en el campus de la ciudad de Concepción.
Este departamento ofrece la carrera de Ingeniería Civil Informática, y fue el primer departamento en dictar carreras de informática en Chile, desde mediados de la década de 1960.

## Historia
En la década de 1960, en Chile la informática era todavía un tema incipiente. En 1964, la Universidad de Concepción, en manos del rector de ese entonces Ignacio González Ginouvés, aprueba la creación del Centro de cómputos, con el objetivo de dictar cursos de programación y adquirir un sistema computacional para la universidad. Dos años más tarde, esto último se hace realidad, mediante la adquisición del computador IBM 1620 II, gracias a aportes de IBM, Unesco y la Universidad.
En 1967 el Centro de Cómputos se transforma en el Centro de Ciencias de la Computación e Información (CCCI), incorporando a profesionales responsables del sistema de computadores de la Casa Central de la Universidad. 
Al año siguiente, el departamento se constituye mediante dos divisiones: docencia y servicios. Desde 1970, el CCCI dicta la carrera de Programador de Computadores, además del programa de perfeccionamiento profesional Análisis de Sistemas, apoyada por la Compañía de Acero del Pacífico (CAP). También se dictan diversos cursos de capacitación informática, en el contexto del Programa Nacional de Capacitación en Informática (PLANACAP).
En 1977 los servicios de Docencia y Servicios se independizan, creándose el Instituto de Ciencias de la Computación e Informática (ICCI) y la Dirección de Planificación e Informática (DPI).

## Programas de estudio
El Departamento posee actualmente la carrera de pregrado de Ingeniería Civil Informática, con duración de 5 años y medio, incluido un primer año de ciencias básicas común a todas las carreras de ingeniería de la Universidad e independientes del Departamento. Además dicta los programas de postgrado Magíster en Ciencias de la Computación, con duración máxima de 4 años, y a partir de 2009, un Doctorado en Ciencias de la Computación.

## Organización

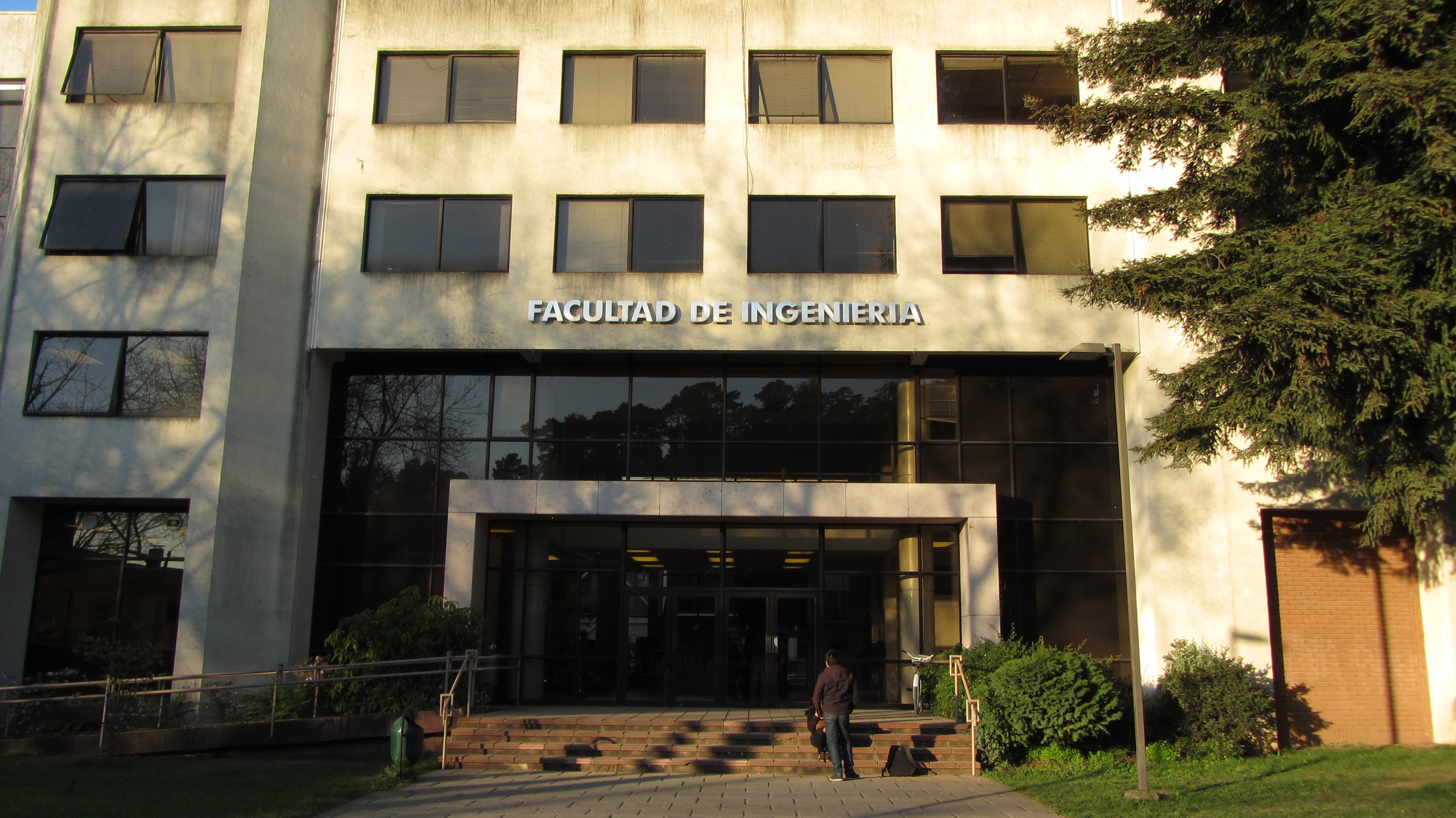
Facultad de Ingeniería, a la cual pertenece el DIICC. En su tercer piso se ubican las oficinas del cuerpo docente del Departamento.

El Departamento está constituido por 17 docentes, 16 de los cuales son a tiempo completo. Estos últimos son los capacitados para ejercer los tres cargos administrativos autónomos más importantes del departamento:
- Director de Departamento: cargo creado en 1993, cuyo fin es representar al Departamento como vocero directo de éste con las entidades administrativas superiores de la facultad (decano y vicedecano).
- Jefe de Carrera: es el encargado de velar por los problemas, dudas e inquietudes de los alumnos de la carrera de Ingeniería Civil Informática.
- Director de posgrado: cumple con las mismas facultades que el Jefe de Carrera, pero orientado hacia los alumnos del Magíster y Doctorado.

Además el Departamento cuenta con dos secretarias, una de las cuales está encargada del pregrado y otra del postgrado, además de un auxiliar y un encargado de los laboratorios de computación y sistemas de redes eléctricas.
Finalmente, la carrera de pregrado cuenta con un centro de alumnos (CAINF: Centro de Alumnos de Ingeniería Informática) que representa a los alumnos en el departamento, avalado por éste y por toda la Universidad.

## Infraestructura
Las oficinas administrativas, salas de reuniones y de postgrado del DIICC se ubican en el tercer piso del Edificio de Ingeniería de la Universidad. Frente a este edificio se ubica el Edificio de Sistemas, donde se dictan las clases de las carreras de Ingeniería Civil Informática e Ingeniería Civil Industrial. En el primer piso del Edificio de Sistemas se ubica uno de los tres laboratorios de computación de la Unidad de Servicios Informáticos de la Facultad de Ingeniería; en el segundo piso existen además otros dos laboratorios (uno de ingeniería de Software y otro de redes) de uso exclusivo para los alumnos de pregrado del Departamento.